# Раскольническая контора
Раскольническая контора (Раскольничья контора) — специализированное административно-фискальное учреждение Российской империи, созданное для контроля, учёта и налогообложения старообрядцев («раскольников»).
Деятельность Раскольнической конторы сыграла важную роль в формировании государственной политики по отношению к старообрядцам в XVIII веке, способствуя их фискальному и гражданскому обособлению, но в то же время вызвав дальнейшую консолидацию старообрядческого сообщества и формирование крупных экономических и религиозных центров.
Контора была учреждена для:
- Сбора двойной подушной подати с официально записанных («записных») старообрядцев и специального налога с ношения бороды.
- Учёта и контроля над численностью и местами проживания старообрядцев.
- Обеспечения полицейского и административного преследования «тайных» старообрядцев, не пожелавших легализоваться[2].

Деятельность конторы заключалась в:
- Учёте старообрядцев и мест их проживания;
- Организации сбора податей и других фискальных сборов;
- Надзоре за соблюдением ограничений, наложенных на старообрядцев (запрет проповеди, некоторые гражданские ограничения);
- Отслеживании и преследовании нелегальных, «тайных» старообрядцев.

В частности, контора вела специальные реестры старообрядцев и занималась выявлением лиц, скрывавших свою принадлежность к «расколу».

## История
Контора была учреждена 8 января 1725 года и функционировала вплоть до своего упразднения в 1763 году.
Создание Раскольнической конторы явилось продолжением политики Петра I, направленной на упорядочение отношений государства со старообрядческим населением. К началу XVIII века государство проводило курс на ограниченную веротерпимость и легализацию части старообрядцев, позволив им официально регистрироваться взамен на двойное налогообложение и ряд правовых ограничений.
В 1736—1742 годах она была подчинена генералу Михаилу Яковлевичу Волкову как «главному командиру», которому был поручен контроль над её деятельностью, особенно с финансовой стороны; но зависимость конторы от сената вследствие этого не изменилась. Первоначально контора была учреждена для заведования сбором с раскольников и бородачей и для выдачи знаков на право ношения бороды. Впоследствии она иногда преследовала потаённых раскольников, ведала дела о бородачах и раскольниках, взятых в неуказном платье, дела о совершении треб по старопечатным книгам, о браках раскольников, о перекрещивании. Иногда она выдавала и паспорта раскольникам, но обыкновенно этим занималась общая администрация.
С облегчением положения раскольников при Екатерине II указом от 15 декабря 1763 года Раскольничья контора была упразднена; раскольников приказано ведать в губернских, провинциальных и воеводских канцеляриях, а купцов — в магистратах; сборы с них отсылались в штатс-контору. Дела конторы были сданы в разрядный архив при московских департаментах сената.

### Ликвидация
В 1762 году были приняты указы, значительно смягчающие положение старообрядцев. В 1763 году Раскольническая контора была официально упразднена, а в 1764 году отменён двойной подушный налог для старообрядцев, согласившихся принимать таинства от православных священников. Эти меры отражали новый этап государственной политики религиозной терпимости в отношении старообрядческого населения.

## Место в системе власти
Контора являлась подведомственной Правительствующему сенату в Москве и действовала параллельно с Святейшим синодом, который отвечал за духовную и церковную политику в отношении старообрядцев. Такое распределение функций отражало стремление государства отделить административные и экономические вопросы от религиозно-церковных.